# Henry Albert Fischel
Henry Albert Fischel (geboren als Heinz Albert Fischel 20. November 1913 in Bonn; gestorben 18. März 2008 in Bloomington (Indiana)) war ein deutschamerikanischer Judaist. 

## Leben
Heinz Albert Fischel war ein Sohn des Schuhhändlers Adolf Fischel und der Anna Süssengut, er hatte eine Schwester. Fischel studierte Philosophie und Jura 1933/34 an der Universität Bonn und danach Judaistik bis 1937 an der Hochschule für die Wissenschaft des Judentums in Berlin und war dafür auch an der Berliner Universität eingeschrieben. Er war befreundet mit Emil Fackenheim. Beide wurde während der Novemberpogrome 1938 verhaftet und waren bis Januar 1939 im KZ Sachsenhausen inhaftiert. Er konnte danach noch das Rabbiner-Examen ablegen und ging dann nach Edinburgh und begann eine Dissertation. Fischel wurde nach Ausbruch des Zweiten Weltkriegs 1940 nach Kanada verschifft, wo er zwei Jahre in einem Anhaltelager lebte. Er wurde Hilfsrabbiner in St. Catharines, wo er seine spätere Frau Sylvia Morris traf; sie bekamen zwei Kinder. Er erhielt die kanadische Staatsbürgerschaft. Er war 1941 bis 1943 Fellow an der Universität Toronto und wurde 1943/44 Soldat der Canadian Army. Er wurde 1945 an der Universität Edinburgh in Judaistik promoviert. 
Fischel zog 1948 in die USA und wurde Lecturer an der University of Alabama und Rabbiner in Tuscaloosa. In Pittsburgh leitete er das örtliche Büro der Hillel Foundation. 1958 bis 1961 war er Assistant Professor an der Brandeis University und wurde 1961 dann Professor an der Indiana University Bloomington, an der er bis zu seiner Emeritierung lehrte. 
Fischels Forschungen konzentrierten sich auf das Verhältnis von griechischer und jüdischer Kultur.

## Schriften (Auswahl)

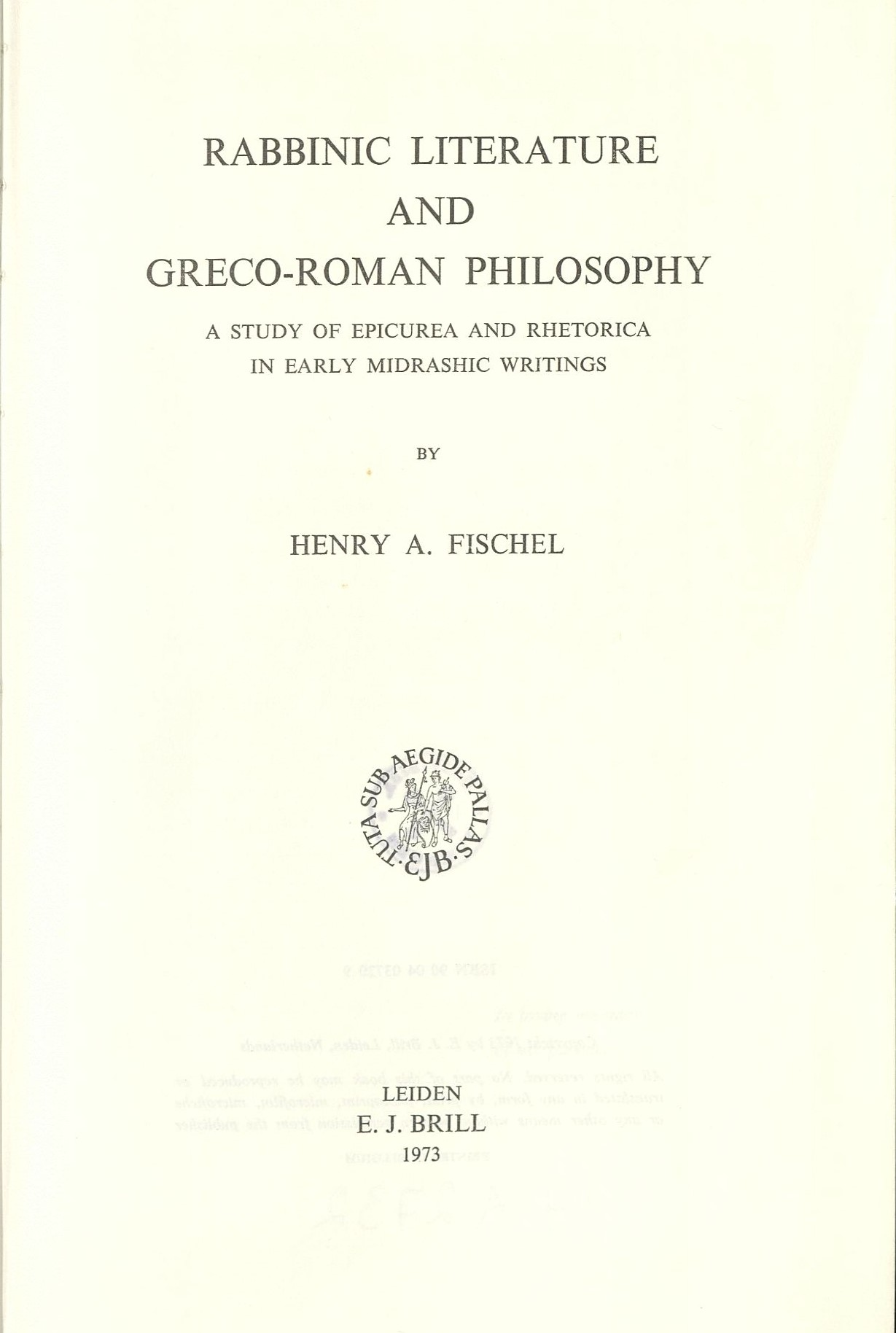
Rabbinic Literature and Greco-Roman Philosophy (1973)

- The first book of Maccabees. Commentary. Schocken Books, New York 1948
- Rabbinic Literature and Greco-Roman Philosophy. A Study of Epicurea and Rhetorica in early Midrashic Writings. Brill, Leiden 1973
- (Hrsg.): Essays in Greco-Roman and Related Talmudic Literature. KTAV Publishing, New York 1977